# Thủy kinh chú
Sách "Thủy kinh" là một bộ chuyên trước viết về hệ thống sông ngòi thời Cổ đại của Trung Quốc. Sách do người thời Tam Quốc biên soạn nhưng đến nay chưa biết tên đích thực của tác giả. Sách gồm 3 quyển, ghi chép 137 con sông. Nội dung sách rất sơ lược. Mỗi con sông được viết thành 1 thiên, dài ngắn không đều.
Quyển XXXIII: Sông Giang I
Quyển XXXIV: Sông Giang II
Quyển XXXV: Sông Giang III
Quyển XXXVI: Các sông: Thanh Y Thủy, Hoàn Thủy, Nhược thủy, Mạt Thủy, Diên Giang Thủy, Tồn Thủy, Ôn Thủy.
Quyển XXXVII: Các sông: Yêm Thủy, Diệp Du Hà, Nguyên Thủy, Ngân Thủy...
Quyển XXXVIII: Sông Tư Thủy, Sông Liên Thủy, Sông Tương Thủy, Sông Ly Thủy, Sông Trân Thủy
Quyển XXXIX: Sông Khuông Thủy, Sông Thâm Thủy, Sông Chung Thủy, Sông Lỗi Thủy, Sông Mễ Thủy, Sông Lộc Thủy, Sông Cống Thủy...
Quyển XL: 
- Sông Tiệm Giang Thủy,
- Cần Giang thủy (sông Cần Giang) bắt nguồn từ huyện Long Biên của quận Giao Chỉ, chảy về phía đông bắc tới huyện Lĩnh Phương thuộc quận Uất Lâm, phía đông nằm ở Uất Lâm. Cần Giang thủy (斤江水) xuất Giao Chỉ (交阯) Long Biên huyện (龍編縣), đông bắc chí Uất Lâm (鬱林) Lĩnh Phương huyện (領方縣), đông chú vu Uất。
- Hai mươi con sông từ sông Tùng Giang trở về phía Nam đến quận Nhật Nam (Hữu nhị thập thủy, Tùng Giang (從江) dĩ nam chí Nhật Nam quận dã。): Dung Dung (容容), Dạ thủy (夜), Mịch Lỗ (糸鹵), Trạm (湛), Thừa (乘), Ngưu Chử (牛渚), Tu Vô (須無), Vô Nhu (無濡), Doanh Tiến (營進), Hoàng Vô (皇無),  Địa Linh (地零), Xâm Ly (侵離), Vô Hội (無會),  Trọng Lại (重瀨), Phu Tỉnh (夫省), Vô Biến (無變), Do Bồ (由蒲), Vương Đô (王都),  Dung thủy (融), Dũng Ngoại (勇外). Sông Xâm Ly bắt nguồn từ quận Tấn Hưng thuộc Quảng Châu,... , phía đông tới Lâm Trần thì nhập vào Uất Lâm. Tất cả các sông (còn lại) đều bắt nguồn từ phía tây quận Nhật Nam, phía đông chảy ra biển. Sông Dung Dung (Dong Dong) nằm ở biên giới phía nam,... (Xâm Ly thủy (侵離水) xuất Quảng Châu (廣州) Tấn Hưng quận (晉興郡), quận dĩ Thái Khang (太康) trung phần Uất Lâm (鬱林) trí, đông chí Lâm Trần (臨塵) nhập Uất。Thử giai xuất Nhật Nam quận (日南郡) tây, đông nhập vu hải。Dung Dung thủy (容容水) tại nam thùy, danh chi dĩ thứ chuyển bắc dã。)